# Kinkaid Township
Die Kinkaid Township ist eine von 16 Townships im Jackson County im Südwesten des US-amerikanischen Bundesstaates Illinois. Im Jahr 2010 hatte die Kinkaid Township 486 Einwohner.

## Geografie
Die Kinkaid Township liegt rund 3 Kilometer östlich des Mississippi, der die Grenze zu Missouri bildet. Die Mündung des Ohio an der Schnittstelle der Bundesstaaten Illinois, Missouri und Kentucky befindet sich rund 120 km südlich.
Die Kinkaid Township liegt auf 37° 49′ N, 89° 33′ W und erstreckt sich über 94,03 km², die sich auf 92,28 km² Land- und 1,75 km² Wasserfläche verteilen. 
Die Township liegt im mittleren Nordwesten des Jackson County und grenzt nördlich an die Bradley Township, im Nordosten an die Ora Township, im Osten an die Levan Township, im Südosten an die Sand Ridge Township, im Süden an die Fountain Bluff Township sowie im Westen an die Degognia Township.

## Verkehr
Durch den Südwesten der Township verläuft entlang des Mississippi die hier den Illinois-Abschnitt der Great River Road bildende Illinois State Route 3. Von dieser zweigt an seinem südlichen Endpunkt die Illinois State Route 151 ab. Alle weiteren Straßen sind County Roads oder weiter untergeordnete und zum Teil unbefestigte Fahrwege.
Parallel zur Illinois State Route 3 verläuft eine Eisenbahnlinie der Union Pacific Railroad durch die äußerste südwestliche Ecke der Township.
Mit dem Southern Illinois Airport befindet sich rund 30 km östlich der Kinkaid Township ein Regionalflughafen. Der nächstgelegene größere Flughafen ist der Lambert-Saint Louis International Airport (rund 160 km nordwestlich).

## Demografische Daten
Nach der Volkszählung im Jahr 2010 lebten in der Kinkaid Township 486 Menschen in 191 Haushalten. Die Bevölkerungsdichte betrug 5,3 Einwohner pro Quadratkilometer. In den 191 Haushalten lebten statistisch je 2,54 Personen. 
Ethnisch betrachtet setzte sich die Bevölkerung zusammen aus 99,2 Prozent Weißen, 0,2 Prozent (eine Person) Asiaten sowie 0,2 Prozent aus anderen ethnischen Gruppen; 0,4 Prozent stammten von zwei oder mehr Ethnien ab. Unabhängig von der ethnischen Zugehörigkeit waren 1,6 Prozent der Bevölkerung spanischer oder lateinamerikanischer Abstammung. 
22,6 Prozent der Bevölkerung waren unter 18 Jahre alt, 61,4 Prozent waren zwischen 18 und 64 und 16,0 Prozent waren 65 Jahre oder älter. 50,4 Prozent der Bevölkerung war weiblich.
Das mittlere jährliche Einkommen eines Haushalts lag bei 52.083 USD. Das Pro-Kopf-Einkommen betrug 20.292 USD. 8,5 Prozent der Einwohner lebten unterhalb der Armutsgrenze.

## Ortschaften
Neben Streubesiedlung existieren in der Kinkaid Township folgende (gemeindefreie) Siedlungen:
- Crain
- Dry Hill
- Glenn